# Kozarica (Vladimirci)
Pour les articles homonymes, voir Kozarica.
Kozarica (en serbe cyrillique : Козарица) est un village de Serbie situé dans la municipalité de Vladimirci, district de Mačva. Au recensement de 2011, il comptait 209 habitants.

## Démographie
| 1948 | 1953 | 1961 | 1971 | 1981 | 1991 | 2002 | 2011 |
| ---- | ---- | ---- | ---- | ---- | ---- | ---- | ---- |
| 353  | 332  | 296  | 270  | 261  | 229  | 213  | 209  |

|  |